# Українські політичні партії в Польській республіці (1918-1939)
Українські політичні партії в Польській республіці (1918—1939).
У міжвоєнний період у Польщі діяло 10 основних українських політичних партій і організацій, у тому числі 9 легальних. Нелегальною організацією була Організація Українських Націоналістів.
За політичними програмами та ставленням до польського уряду їх можна поділити на 5 груп:
- демократична група
- еміграційна група
- провладна група
- націоналістична група
- група комуністів-соціалістів

## Демократична група
До її складу входять: Українське національно-демократичне об'єднання (УНДО), Українська соціалістично-радикальна партія (УСРП), Українська соціал-демократична робітнича партія (УСДРП), Українська соціал-демократична партія (УСДП), Українська Партія Праці (УПП), Українська католицька народна партія (УКНП).

## Еміграційна група
До цієї групи входили: Українські народні республіканці (УНР), петлюрівці та Союз Гетьманців Державників (СГД).

## Провладна група
До її складу входили: Волинське Українське об'єднання (ВУО), Українська Хліборобська Партія (УХП) і Руська селянська організація (РСО).

## Націоналістична група
До нього входять: Фронт національної єдності (ФНЄ) та Організація українських націоналістів (ОУН).

## Комуністично-соціалістична група
До її складу входять: Комуністична партія Західної України (КПЗУ) та Українська селянсько-робітнича соціалістична спілка (Сель-Роб).